# Carol Hughes
Carol Hughes (nacida como Catherine Mabel Hukill, 17 de enero de 1910-8 de agosto de 1995) fue una actriz estadounidense. Se la recuerda sobre todo por sus papeles protagonistas junto a Gene Autry y Roy Rogers, y por su papel de Dale Arden en Flash Gordon Conquers the Universe (1940).

## Biografía
Hughes nació en Chicago, Illinois, hija de Charles, tapicero, y Mable Hukill (née Stift). Ambos padres nacieron en Chicago; los abuelos de su madre eran alemanes. Se crio en una casa alquilada en el 2122 de Pearl Court, en Chicago, junto con una prima, Pearl Hukill. De adolescente, se sintió atraída por la interpretación y participó en obras escolares.
A los 14 años, empezó a actuar y bailar en comedias musicales cortas con una compañía de teatro de Oshkosh. Al año siguiente, apareció como Katie Conway en el equipo de las Conway Sisters, habiendo aprendido a cantar y a tocar el piano. A finales de la década de 1920, se unió a Frank Faylen para formar el equipo de baile y canto cómico de Faylen y Hughes, en el que interpretaba a la "chica tonta" Kitty Hughes. En 1928, Hughes, de 18 años, se casó con Frank Faylen. A principios de la década de 1930, actuaban juntos en espectáculos de vodevil por todo Illinois y Wisconsin.
En 1935, Hughes y Faylen se trasladaron a Hollywood para intentar hacer carrera en el cine. Hughes comenzó su carrera cinematográfica interpretando papeles secundarios en George White's 1935 Scandals (1935) y Ceiling Zero (1936). Tras ser contratada por Warner Bros. en 1936, cambió su nombre de pila por el de Carol y comenzó a aparecer en papeles con créditos, sobre todo en películas de serie B. En 1937, ya aparecía en películas de cine B, como actriz de reparto. En 1937, apareció en papeles principales en películas como Meet the Boy Friend, Marry the Girl, Renfrew of the Royal Mounted y The Westland Case.

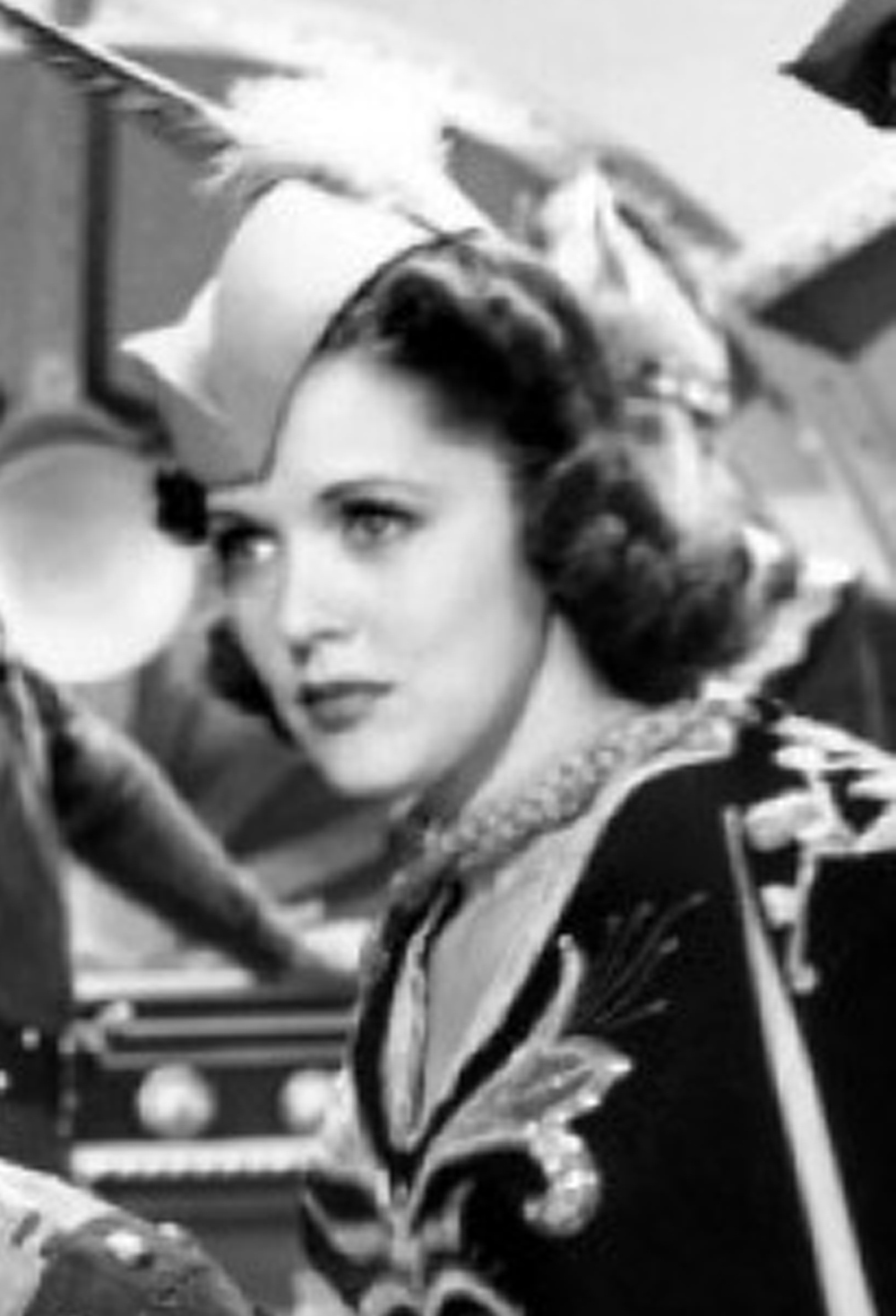
Hughes como Dale Arden en Flash Gordon Conquers the Universe, 1940

En 1938, Hughes se pasó al cine del Wéstern y apareció junto a Gene Autry en Gold Mine in the Sky (1938), Man from Music Mountain (1938) y Under Fiesta Stars (1941), y junto a Roy Rogers en Under Western Stars (1938). En 1940, consiguió uno de sus papeles más conocidos como Dale Arden en Flash Gordon Conquers the Universe (1940).
A principios de la década de 1940, Hughes interpretó papeles principales en Top Sergeant Mulligan (1941), The Miracle Kid (1941), My Son, the Hero (1943), She's for Me (1943) y The Beautiful Cheat. Sin embargo, a medida que avanzaba la década, apareció cada vez más en papeles secundarios en películas como The Bachelor and the Bobby-Soxer (1947), Every Girl Should Be Married (1948) y Mighty Joe Young (1949). En 1947, Hughes regresó a los escenarios para actuar en Trouble for Rent.
Hughes regresó brevemente al cine del Oeste con papeles protagonistas en Home in Oklahoma (1946), con Roy Rogers, y Stagecoach Kid (1949), con Tim Holt. Le siguieron papeles menores en D.O.A. (1950) y Scaramouche (1952). En los últimos años de su carrera cinematográfica, Hughes apareció principalmente en cortometrajes de la RKO y en un episodio de una serie de televisión.
El esposo de Hughes, Frank Faylen, siguió trabajando como actor de carácter en el cine y la televisión hasta la década de 1970. Apareció en papeles secundarios en numerosas películas, como The Pride of the Yankees (1942), The Lost Weekend (1945), It's a Wonderful Life (1946) de Frank Capra en el papel de Ernie el taxista, Road to Rio (1948), Gunfight at the O.K. Corral (1965) y Funny Girl (1968). Hoy es más conocido por interpretar al padre Herbert T. Gillis en la serie de televisión The Many Loves of Dobie Gillis (1959-1963). Hughes y Faylen tuvieron dos hijas, Catherine (o Kay) y Carol, que se convirtieron en actrices. Su hija Kay fue la primera esposa de Regis Philbin. Su hija Carol apareció en las series de televisión Leave It to Beaver (1962-1963) y The Bing Crosby Show (1964-1965). Hughes y Faylen estuvieron casados 57 años, hasta la muerte de él en 1985.
Hughes falleció el 8 de agosto de 1995 en Burbank, California, a la edad de 85 años. Está enterrada junto a su marido en el San Fernando Mission Cemetery en Mission Hills, Los Ángeles, California.

## Filmografía
| - George White's 1935 Scandals (1935) como Chorine (sin acreditar) - Ceiling Zero (1936) como Birdie (sin acreditar) - Strike Me Pink (1936) como Goldwyn Girl sentada en el suelo en el Club Lido número 78 minutos de la película. (sin acreditar) - The Singing Kid (1936) como Mary Lou (sin acreditar) - Times Square Playboy (1936) como Phyllis, una secretaria (sin acreditar) - The Golden Arrow (1936) como Hortense Burke-Meyers - Earthworm Tractors (1936) como Sally Blair - The Case of the Velvet Claws (1936) como Esther Linton - Stage Struck (1936) como Gracie - Polo Joe (1936) como Mary Hilton - Three Men on a Horse (1936) como Audrey Trowbridge - Ready, Willing and Able (1937) como Angie - Meet the Boyfriend (1937) como June Delaney - Marry the Girl (1937) como Virginia Radway - Renfrew of the Royal Mounted (1937) como Virginia Bronson - The Westland Case (1937) como Emily Lou Martin - Under Western Stars (1938) como Eleanor Fairbanks - Gold Mine in the Sky (1938) como Cody Langham - Man from Music Mountain (1938) como Helen Foster - Love Affair (1939) como patrona del club nocturno (sin acreditar) - The Women (1939) como vendedora en el Modiste Salon (sin acreditar) - The Day the Bookies Wept (1939) como Patsy - Married and in Love (1940) como Jean Carter, woman in bar - Flash Gordon Conquers the Universe (1940, Serial) as Dale Arden - Flight Angels (1940) como Texas - Carolina Moon (1940) como mujer en el desayuno (sin acreditar) - The Border Legion (1940) como Alice Randall - Scattergood Baines (1941) como Helen Parker - A Girl, a Guy, and a Gob (1941) como chica del salón del baile (sin acreditar) - Emergency Landing (1941) como Betty Lambert - I'll Wait for You (1941) como Sally Travers - Desperate Cargo (1941) como Peggy Morton - Under Fiesta Stars (1941) como Barbara Babs Erwin | - Top Sergeant Mulligan (1941) como Avis - The Miracle Kid (1941) como Pat Hilton - Ship Ahoy (1942) como secretaria de mecanografía de Merton (sin acreditar) - I Married an Angel (1942) como Nellie Bellas (sin acreditar) - Lucky Jordan (1942) como chica en la habitación de atrás (sin acreditar) - My Son, the Hero (1943) como Linda Duncan - What's Buzzin', Cousin? (1943) como May (sin acreditar) - She's for Me (1943) como Maxine LaVerne - Week-End Pass (1944) como Maisie - Pillow to Post (1945) como Loolie Fisher (sin acreditar) - The Naughty Nineties (1945) como Tessie (sin acreditar) - The Beautiful Cheat (1945) como Dolly Marsh - Jungle Raiders (1945, Serial) como Zara, la gran sacerdotista - The Red Dragon (1945) como Marguerite Fontan - Girl on the Spot (1946) como Susie 'Cuddles' LaPlanche (sin acreditar) - Joe Palooka, Champ (1946) como Mrs. Van Pragg - Blondie Knows Best (1946) como Gloria Evans (sin acreditar) - Home in Oklahoma (1946) como Jan Holloway - The Bachelor and the Bobby-Soxer (1947) como Florence - Every Girl Should Be Married (1948) como chica en el mostrador (sin acreditar) - Slightly French (1949) como secretaria de Hyde (sin acreditar) - Stagecoach Kid (1949) as Birdie - Mighty Joe Young (1949) como patrona del club nocturno (sin acreditar) - D.O.A. (1950) como Kitty - Groan and Grunt (1950, cortometraje) como Peaches Clipper - Night Club Daze (1950, cortometraje) como Flo - Ghost Buster (1952, cortometraje) como Betty Ames - Scaramouche (1952) como Pierrette - Fresh Painter (1953, cortometraje) como Carol - Lost in a Turkish Bath (1953, cortometraje) como Peggy Peyton - I'm the Law (1953, serie de televisión) como Estelle - And Baby Makes Two (1953, cortometraje) como Betty - Pardon My Wrench (1953, cortometraje) como Peggy - hija de Andy |